# Rauschdelikt
Rauschdelikt označuje delikt spáchaný v nepříčetnosti, která byla způsobena ať už úmyslným nebo i jen nedbalostním požitím nebo aplikací návykové látky. Tento tzv. kvazidelikt by byl jinak trestným, vzhledem ke způsobené nepříčetnosti se však zavinění pachatele za něj nezkoumá a následuje zpravidla mírnější trest pouze za rauschdelikt.
Česká právní úprava je jako tzv. trestný čin Opilství obsažena v § 360 odst. 1 trestního zákoníku, dříve byla obsažena v § 201a odst. 1 trestního zákona. V případě naplnění této skutkové podstaty pak pachateli vždy hrozí maximálně odnětí svobody na tři léta až deset let.
Pokud by se však pachatel např. do stavu nepříčetnosti přivedl již s úmyslem následný trestný čin spáchat („napití se na kuráž“), šlo by o tzv. actio libera in causa a byl by plně trestně odpovědným.